# Црква у Мраморку код Осмака
Црква у Мраморку код Осмака је ранохришћански храм Српске православне цркве који се налази у Осмацима, у Републици Српској. Припада епархији зворничко-тузланској.

## Историја
2013. године на локалитету Црквине у селу Мраморак код Осмака почињу археолошка истраживања која је својом иницијативом и личним залагањем покренуо свештеник осмачки Жељко Божић. Не одустајући од своје намјере да, до тада једва видљиве и зарасле остатке темеља открије, обавјештава стручњаке-археологе из Бијељине и на лице мјеста долазе: магистар археолог Мирко Бабић, археолог Сњежана Антић, као и магистар Љиљана Мандић из Народног музеја у Ужицу. Археолози су најприје нашли остатке цркве из средњег вијека, те крај цркве остатке топовских ђулади, што је упућивало на закључак да је храм могао бити порушен у жестоким аустро-турским ратовима око 1717. године. Управо се тада у Осмацима водила изузетно крвава битка при покушају аустријског генерала Петраша да заузме Зворник.
Петраш се тада овде улогоровао са 10.000 хиљада људи, а српско становништво стало је уз његову страну. У борби је Петраш рањен, а његова војска је била потпуно разбијена. Турском војском командовао је Нуман-паша Ћуприлић. По завршетку битке Ћуприлић је лично у Зворнику посјекао 300 заробљеника, те је тада кренуо свеопшти погром српског православног становништва. За овај догађај везује се и рушење цркве.
Даљим ископавањем и истраживањем цркве нађени су још старији докази који потичу из ранохришћанског доба и који се везују за Византију. Истражујући даље, стружњаци су пронашли римски надгробни споменик, са натписом и изузетном иконографијом на њему која се ријетко гдје виђа. Споменик потиче из првих вијекова нове ере.
У самом храму откривена је потпуно неочекивано и невјероватно колективна старохришћанска гробница, каква се на овим просторима изразито ријетко виђа. Грађена је на полуобличасти свод, а унутар ње је сахрањивање вршено по систему древних катакомби.
Пронађени православни храм је димензија 20 x 11,5 метара.

## Галерија

### Археолошки радови
- Локалитет Црквина прије археолшких истраживања
- Локалитет Црквина прије археолшких истраживања
- Почетак археолошких истраживања
- археолошка ископавања
- археолошка ископавања
- археолошка ископавања
- Римски надгробни споменик
- Ранохришћанска гробница